# Gomezgani Chirwa
Gomezgani Chirwa (ur. 25 września 1996 w Mponeli) – piłkarz malawijski grający na pozycji prawego obrońcy. Od 2019 jest zawodnikiem klubu Nyasa Big Bullets.

## Kariera klubowa
Swoją karierę piłkarską Chirwa rozpoczął w klubie Civil Service United, w którym w sezonie 2016 zadebiutował w pierwszej lidze malawijskiej. W 2019 trafił do Nyasa Big Bullets. W sezonach 2019 i 2020/2021 został z nim mistrzem kraju.

## Kariera reprezentacyjna
W reprezentacji Malawi Chirwa zadebiutował 4 września 2017 w wygranym 1:0 towarzyskim meczu z Togo, rozegranym w Agadirze. W 2022 roku został powołany do kadry na Puchar Narodów Afryki 2021. Na tym turnieju zagrał w czterech meczach: grupowych z Gwineą (0:1), z Zimbabwe (2:1) i z Senegalem (0:0) oraz w 1/8 finału z Marokiem (1:2).